# 岸本水府

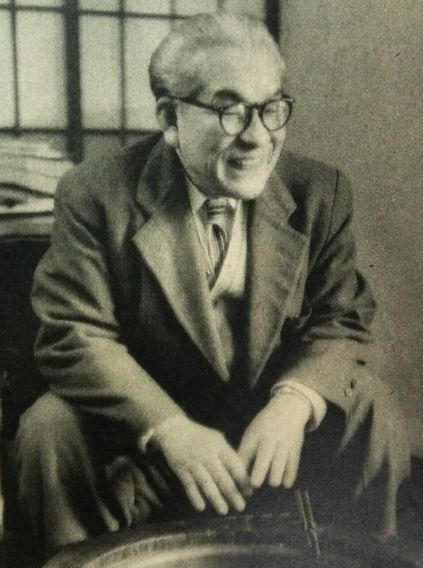
1956年

岸本 水府（きしもと すいふ、1892年2月29日 - 1965年8月6日）は、大正・昭和初期の川柳作家、コピーライター。番傘川柳社会長。日本文藝家協会会員。本名・龍郎（たつお）。三重県に生まれ、大阪府で育った。
1909年大阪成器商業学校（現・大阪学芸高等学校）卒業。同年西田当百に師事、1913年に西田当百等とともに番傘川柳社を組織し『番傘』を創刊、のちに編集主幹として主宰。そのかたわら、コピーライターとして1909年大阪貯金局にはいり、大阪新報社勤務をへて、1918年桃谷順天館に転じ、1920年福助足袋（現：福助）、1931年壽屋（現：サントリー）、グリコ（現：江崎グリコ）の広告を担当。グリコでは広告部長を務めた。1932年から1936年まで江崎グリコ支配人。豆文広告を発案。戦前からの関西広告界で大立者だった偉人の一人である。のち岸本広告研究所を設立、また関西雑誌協会初代理事長。
OSK日本歌劇団・松竹歌劇団のテーマ曲「桜咲く国」の作詞者として知られる。
著書に『母百句』・『川柳手引』等がある。田辺聖子による評伝『道頓堀の雨に別れて以来なり』があり、田辺は同作で読売文学賞および泉鏡花文学賞を受賞した。
1965年8月6日、大阪市城東病院で胃がんにより死去。

## 著書
- 『京阪神盛り場風景』誠文堂 1931
- 『川柳入門』誠文堂文庫)1932
- 『川柳つくり方問答』1939
- 『岸本水府川柳集』有文堂 1948
- 『川柳の書』岸本水府還暦祝賀記念事業委員會 1952
- 『川柳読本』創元社 1953
- 『人間手帖』清文堂書店 1955
- 『岸本水府の川柳と詩想』今川乱魚, 大野風太郎監修 新葉館出版 2008

### 共著など
- 『三都盛り場風景』酒井真人共著 (誠文堂文庫)1932
- 『放送川柳』岸本水府 選評. 新日本放送 1955